# Wife ((G)I-DLE歌曲)
《Wife》是韓國女子團體(G)I-DLE為第二張錄音室專輯《2》所錄製的歌曲，由田小娟、Pop Time、Daily和Likey共同創作，Cube娛樂於2024年1月22日搶先發行。《Wife》是一首屬於泡泡糖音樂風格的流行音乐，透過雙關語俏皮地嘲諷社會大眾對傳統妻子角色的期待，同時巧妙地穿插了含有性暗示意味的歌詞。

## 背景與發行
2024年1月8日，Cube娛樂宣布(G)I-dle將於1月29日發行她們的第二張錄音室專輯《2》並於四天後發布了回歸預告片。Cube娛樂於1月13日公開宣傳時程表，於1月21日釋出《Wife》的音樂錄影帶預告並在次日發行《Wife》單曲於音樂錄影帶。

## 音樂與歌詞
《Wife》由田小娟創作，調性為B小調，速度為每分鐘124拍。這是一首以泡泡糖音樂貝斯為基礎的流行歌曲，歌詞大膽且以隐喻卻露骨的方式吸引注意力。此首歌曲以「烹飪」和「打掃」為主題，運用充滿性暗示卻又帶有該團體獨特含蓄特質的歌詞，巧妙地嘲諷了「妻子」的刻板印象。

## 爭議
《Wife》發行後，網民們對歌詞的解讀引發了激烈的辯論。一些人認為歌詞喚起了露骨的性幻想，而另一些人則將其視為表達自由的體現，描繪了一個「拒絕順應被動妻子刻板印象」的獨立女性。這首歌的爭議內容，引發了韓國音樂廣播公司關於是否適合播出的討論。SBS和MBC認為可以播出，但KBS則以歌曲含有挑逗意味為由，判定其不適合播放。儘管KBS在1月25日做出上述判定，Cube娛樂仍拒絕尋求重新審議。他們表示：「《Wife》與該團體的廣播宗旨不符，因此她們不會根據田小娟的決定來修改歌詞，這證明了她對藝術表達的堅持。」

## 榜單
| 榜单（2024）                 | 最高排名 |
| ---------------------------- | -------- |
| Global 200 (告示牌)          | 92       |
| 香港 (告示牌)                | 13       |
| Malaysia International (RIM) | 18       |
| Singapore Regional (RIAS)    | 11       |
| South Korea (Circle)         | 11       |
| Taiwan (告示牌)              | 2        |

| Chart (2024)         | 排名 |
| -------------------- | ---- |
| South Korea (Circle) | 12   |